# Glossopsitta pusilla
O loris-pusilla (Glossopsitta pusilla) é uma espécie de ave da família Psittacidae.
É endémica da Austrália.
Os seus habitats naturais são: florestas secas tropicais ou subtropicais e florestas subtropicais ou tropicais húmidas de baixa altitude.